# Luunja (gemeente)
Luunja (Estisch: Luunja vald) is een gemeente in de Estische provincie Tartumaa. De gemeente telde 5.612 inwoners op 1 januari 2023 en heeft een oppervlakte van 131,79 vierkante kilometer.
De landgemeente telt 21 nederzettingen, waarvan alleen de hoofdplaats Luunja de status van alevik (vlek) heeft.
Een belangrijke werkgever in Luunja is AS Grüne Fee, een tuinbouwbedrijf in het dorp Lohkva. Komkommers uit Luunja (Luunja kurgid) zijn in heel Estland een begrip.

## Plaatsen
De gemeente telt:
- één plaats met de status van vlek (alevik): Luunja;
- twintig plaatsen met de status van dorp (küla): Kabina, Kakumetsa, Kavastu, Kikaste, Kõivu, Lohkva, Muri, Pajukurmu, Pilka, Poksi, Põvvatu, Rõõmu, Sääsekõrva, Sääsküla, Sava, Savikoja, Sirgu, Sirgumetsa, Veibri en Viira.

## Kaart

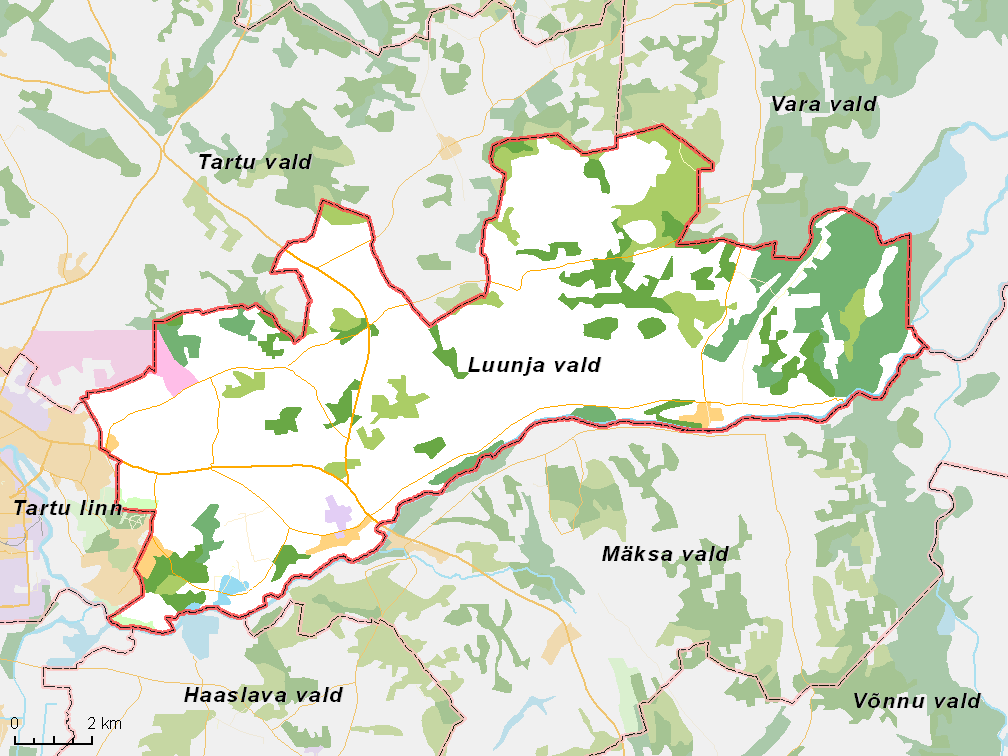
De gemeente met omliggende gemeenten, situatie vóór de gemeentelijk herindeling van oktober 2017. Voor de gemeente Luunja veranderde daarbij niets; van de omringende gemeenten verdwenen Vara, Mäksa en Haaslava

## Geboren in Luunja
Luunja was in 1878 de geboorteplaats van Eduard Sõrmus, de ‘rode violist’.
Stadsgemeente: Tartu

Landgemeenten: Elva · Kambja · Kastre · Luunja · Nõo · Peipsiääre · Tartu vald